# Pristicerops larvator
Pristicerops larvator är en stekelart som först beskrevs av Johann Ludwig Christian Gravenhorst 1829.  Pristicerops larvator ingår i släktet Pristicerops och familjen brokparasitsteklar. Inga underarter finns listade i Catalogue of Life.